# Stephan Behlen
Stephan Behlen (* 5. August 1784 in Fritzlar, Kurmainz; † 7. Februar 1847 in Aschaffenburg, Königreich Bayern) war ein deutscher Forstpraktiker und Forstwissenschaftler und forstwissenschaftlicher Schriftsteller. Er hat durch seine Essays wesentlich zur Förderung der Forstwissenschaft als Naturwissenschaft beigetragen. Er ist auch durch seine Beiträge zur Geologie und zum Bergbau im Spessart bekannt.

## Leben
Behlen wurde von den nach Aschaffenburg übergesiedelten Professoren der aufgehobenen Mainzer Universität ausgebildet. Er fungierte zunächst 1803 als Landkommissar und wurde schließlich 1804 zum kurfürstlichen Forstkontrolleur ernannt. 1808 wurde Behlen im Amt Lohr am Main zum Forstmeister bestellt. Er behielt diese Aufgabe auch nach der politischen Angliederung Aschaffenburgs an Bayern bei. 1819 übernahm er die Verwaltung des Forstamtes Kothen. 
Behlen lehrte von 1821 bis 1832 als Professor der Naturgeschichte an der Forstlehranstalt in Aschaffenburg. 1833 wurde er zum Rektor der dort neu errichteten Gewerbeschule ernannt. Schon 1835 zog er sich in den Ruhestand zurück und starb am 7. Februar 1847 in Aschaffenburg.

## Werk
In die Forstgeschichte ging er gemeinsam mit Christian Peter Laurop durch die Herausgabe der Systematischen Sammlung der Forst- und Jagdgesetze der deutschen Bundesstaaten (Hadamar 1827 bis 1833, 5 Bde.) ein. Er setzte diese Reihe im Archiv der Forst- und Jagdgesetze der deutschen Bundesstaaten (Freiburg 1834–47, 28 Bde.) fort. Er war Herausgeber und Gründer der Allgemeinen Forst- und Jagdzeitung, die er von 1825 bis zu seinem Tod herausgab. Darüber hinaus edierte und redigierte er von 1823 bis zu seinem Tod die Zeitschrift für das Forst- und Jagdwesen für Bayern. Er hatte die Zeitschrift mit Johann Christian Friedrich Meyer, Carl Emil Diezel und Georg Franz Dietrich aus dem Winckell wieder aufleben lassen.

## Schriften
- Der Spessart, 3 Bände, Leipzig 1823–1827.
- Lehrbuch der Gebirgs- und Bodenkunde etc., 2 Bände, Gotha 1825–1826.
- Lehrbuch der deutschen Forst- und Jagdgeschichte, Frankfurt am Main 1831.
- Lehrbuch der Jagdwissenschaft, Frankfurt am Main 1835.
- Real- und Verballexikon der Forst- und Jagdkunde, 7 Bände, Frankfurt am Main 1840–1846.
- Forstliche Baukunde, Leipzig 1845.